# Пекинский холл для стрельбы

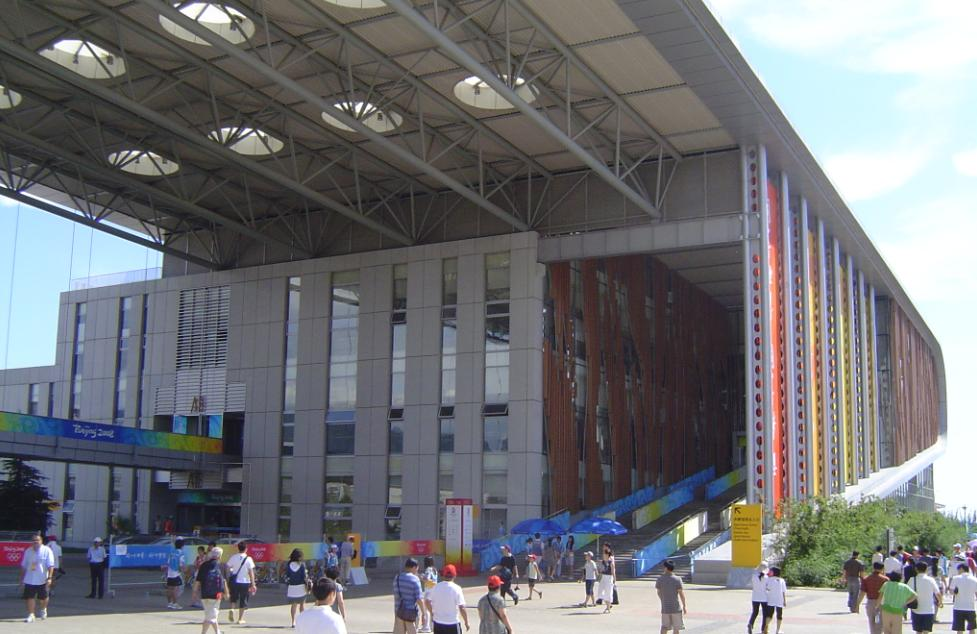
Пекинский холл для стрельбы

Пекинский холл для стрельбы (кит. упр. 北京射击馆, пиньинь Běijīng Shèjí Guǎn) — спортивный тир построенный к Олимпиаде 2008 года в Пекине. Расположен в городском районе Шицзиншань. Площадь: 45 645 м². Количество постоянных мест: 2300 (на время Олимпийских игр — 9 000). Строительство холла было начато 13 июля 2004 года, открытие комплекса было проведено 28 июля 2007 года. Во время игр принял соревнования по стрельбе из пистолета. Спортивный объект так же был задействован во время проведения Паралимпийских игр 2008.